# Turesis lucas
Turesis lucas är en fjärilsart som beskrevs av Fabricius 1793. Turesis lucas ingår i släktet Turesis och familjen tjockhuvuden. Inga underarter finns listade i Catalogue of Life.